# Них, Джеймс
Джеймс Чарльз Них (англ. James C. Nieh) — американский исследователь медоносных пчёл, их поведения и здоровья. Доктор философии, профессор биологии Калифорнийского университета в Сан-Диего (с 2007 года).
Окончил Гарвард (бакалавр искусств BA magna cum laude, 1991) по биологии. Степень доктора философии Ph.D. получил в Корнелле в 1997 году (по нейробиологии и поведенческой науке).
В 1997-8 гг. постдок NSF-NATO в Вюрцбургском университете в Германии.
В 1998—2001 гг. м. н. с. Гарварда.
С 2001 г. ассистент-профессор, с 2007 г. ассоциированный профессор, с 2009 года профессор биологии секции экологии Калифорнийского университета в Сан-Диего, с 2014 года также глава этой секции.